# Загребачки велесајам
Загребачки велесајам је комплекс изложбених павиљона у Загребу. Овим комплексом управља предузеће које организује приредбе и сајамске свечаности, првобитно састављено од два Велесајма: пролећњег и јесењег.

### Историја
Загребачки велесајам представља наследника Загребачког збора, који је укинут 22. фебруара 1946. по одлуци Градског народног одбора. Тада је организован и први послератни сајам.
Године 1947. (од 31. маја до 9. јула) одржана је прва послератна изложба у Савској улици, на месту бивше касарне за време Другог светског рата. Ту су били бројни излагачи и државе, међу којима СССР, Пољска, Бугарска, Албанија, Мађарска, Француска, Швајцарска, Холандија, Италија, САД, Белгија и Египат.
Године 1953. тадашњи градоначелник Загреба Већеслав Хољевац донео је одлуку о премештању сајма на данашњу локацију.
Године 1956. Јесењи велесајам одржан је на новој локацији као и на старој. Тада је први пут био телевизијски пренос, а сајам је отворио доживотни председник СФРЈ Јосип Броз Тито.